# 윤지환
윤지환(1982~)은 대한민국의 마케팅 전문가다.
윤지환(1992년 9월 1일~)은 대한민국의 남자 가수이다.

## 앨범
- 2024년 《첫사랑이 떠나간다》
- 2023년 《슬픈 초대장》
- 2023년 《시간 참 빠르다》
- 2023년 《여름아 부탁해》
- 2023년 《니 사진만 쳐다보는 일》
- 2023년 《하지 못한말》
- 2023년 《차가 있어도》
- 2023년 《그리워 그리워》(잠골버스2기)
- 2022년 《츤데레》
- 2022년 《살기 위해서》
- 2021년 《해운대》
- 2021년 《큰일이다》
- 2021년 《전부 다 주지말걸》
- 2020년 《불공평》
- 2020년 《서면역에서》
- 2019년 《광안대교》
- 2019년 《그런거 있잖아》
- 2018년 《참 많이 사랑했다》
- 2018년 《많이 아파》
- 2018년 《모두 잠든 그 시간, 널 생각한다》

## 공연
- 2019년 오즈홀 《순순희 1st 콘서트 - 부산》

## 학력
- 부산예술대학교 실용음악과 전문학사 (졸업)